# Kanton Cognac-Nord
Der Kanton Cognac-Nord war bis 2015 ein französischer Wahlkreis im Département Charente und in der damaligen Region Poitou-Charentes. Er umfasste Gemeinden im Arrondissement Cognac; sein Hauptort (frz.: chef-lieu) war Cognac. Die landesweiten Änderungen in der Zusammensetzung der Kantone brachten im März 2015 seine Auflösung. Vertreter im conseil général des Départements war zuletzt für die Jahre 2004–2015 Robert Richard.

## Gemeinden
Der Kanton umfasste sechs Gemeinden und den nördlichen Teil der Stadt Cognac. In der nachfolgenden Tabelle ist für alle Orte jeweils die gesamte Einwohnerzahl angegeben.
| Gemeinde                | Einwohner Jahr | Fläche km² | Bevölkerungsdichte | Postleitzahl | Code INSEE |
| ----------------------- | -------------- | ---------- | ------------------ | ------------ | ---------- |
| Boutiers-Saint-Trojan   | 1462 (2013)    | –          | – Einw./km²        | 16100        | 16058      |
| Bréville                | 516 (2013)     | –          | – Einw./km²        | 16370        | 16060      |
| Cherves-Richemont       | 2452 (2013)    | –          | – Einw./km²        | 16370        | 16097      |
| Cognac                  | 18705 (2013)   | –          | – Einw./km²        | 16100        | 16102      |
| Mesnac                  | 414 (2013)     | –          | – Einw./km²        | 16370        | 16218      |
| Saint-Brice             | 974 (2013)     | –          | – Einw./km²        | 16100        | 16304      |
| Saint-Sulpice-de-Cognac | 1266 (2013)    | –          | – Einw./km²        | 16370        | 16355      |